# 毀滅戰士：永恆
《毀滅戰士：永恆》是一款由id Software開發、贝塞斯达软件發行的第一人称射击遊戲。該遊戲定於2019年11月22日發售，其平台包括Google Stadia、Microsoft Windows、Nintendo Switch、PlayStation 4和Xbox One。《毀滅戰士：永恆》為毀滅戰士系列的第五部主要作品，同時也是2016年遊戲《毀滅戰士》的續作。
遊戲原定於2019年11月22日發售，延期為2020年3月20日發售。

## 系統
玩家再次擔任毀滅戰士的角色，一個從第一人稱角度與地獄惡魔力量作戰的古代戰士。 如前作，本遊戲強調「向前推進」式戰鬥，玩家積極打擊惡魔以獲得健康值和彈藥。 玩家可以使用各種槍械，例如戰鬥霰彈槍，超級霰彈槍，重砲，火箭發射器，等離子步槍和弩砲。 也可以使用近戰武器，例如能把惡魔鋸成兩半以獲取大量彈藥的電鋸， 左臂上的伸縮刀刃允許毀滅戰士進行更多種快速暴力的「壯烈擊殺」，能把絕大部分惡魔一刀兩斷的強大能量劍「魔堝」等。 超級霰彈槍現在配備了一個「肉鉤」，可以將玩家快速往目標移動。毀滅戰士的盔甲現在可以加入榴彈發射器、火焰噴射器等武器。遊戲還將引入新的運動機制，例如攀牆和衝刺移動。
創意總監雨果·馬丁表示，本作的惡魔類型將比前作加倍。有一些新類型的敵人，例如 「劫盜者(Marauder)」 和 「毀滅獵人 (Doom Hunter)」，也會引入如 「痛苦元素(Pain Elemental)」，「機械蜘蛛(Arachnotron)」和 「長肢惡魔(Archvile)」 之類的經典惡魔。本作引入被稱為「可破壞的惡魔」的新系統，惡魔的身體在受到傷害時會逐漸被摧毀，導致其戰鬥能力下降。還引入了一種新的生命系統。在遊戲過程中，玩家可以收集分散在各處的 1-up 物品（看起來像綠色頭盔）。如果玩家不幸死亡，若仍有剩餘的 1-up，就可原地復活，不必回到上一個檢查點。
遊戲導入了名為「戰鬥模式 Battle Mode」的非對稱多人模式，三名玩家將分為兩方-兩隻惡魔與一名毀滅戰士。惡魔方需要共同合作擊敗毀滅戰士，而毀滅戰士則必須善用地圖中的各種機關與多種槍械殺死惡魔。同時,本作也加入了多種自訂要素，例如操作角色的動作動畫、角色的外觀設計與槍械的塗裝等。其中毀滅戰士的外觀及槍械的塗裝變更也會反映在戰役模式中。

## 评价
| 汇总媒体   | 得分                                           |
| ---------- | ---------------------------------------------- |
| Metacritic | PC: 88/100 PS4: 87/100 XONE: 88/100 NS: 80/100 |

| 媒体           | 得分    |
| -------------- | ------- |
| Destructoid    | 8.5/10  |
| 电子游戏月刊   | [ 8 ]   |
| Game Informer  | 9.25/10 |
| GamesRadar+    | [ 10 ]  |
| GameSpot       | 8/10    |
| IGN            | 9/10    |
| Jeuxvideo.com  | 18/20   |
| PC Games德國   | 9/10    |
| PCGamesN       | 9/10    |
| VG247          | [ 16 ]  |
| VideoGamer.com | 8/10    |

《毀滅戰士：永恆》入圍了2018年金摇杆奖的「最受期待游戏」名單。

## 网路迷因
由於本作品與《集合啦！动物森友会》同在3月20日發售，且兩者的遊戲風格反差極大，造成互联网上出现大量的跨界同人创作，其中多以毀滅戰士与西施惠作为好朋友为主轴。

## 外部連結
- 官方网站